# DAF 44
Der DAF 44 war ein niederländischer Pkw der unteren Mittelklasse, den DAF in Limburg von 1966 bis 1974 herstellte. Für den Lkw-Hersteller DAF, der vorher für den Pkw-Markt nur die kleinere schwächere Daffodil-Reihe (DAF 30 bis 33) gebaut hatte, war der DAF 44 ein vorsichtiger erster Schritt nach oben. 
Die Karosserie war von Giovanni Michelotti entworfen worden und galt als wohlproportioniert. 
Die zur Kraftübertragung genutzte stufenlose Variomatic war etwas größer dimensioniert als beim DAF 33. Der Radstand wurde um 20 cm auf nun 2250 mm verlängert und die Räder von 13" auf 14" vergrößert. Das übrige Fahrwerk mit Dämpferbeinen und radführender Querblattfeder vorn und schraubengefederter Pendelachse hinten war im Wesentlichen wie beim DAF 33 ausgeführt.
Der luftgekühlte Zweizylinder-Boxermotor von DAF erhielt mehr Hub und damit 844 cm³ Hubraum. Er leistete maximal 34 DIN-PS (25 kW) bei 4500/min und gab bei 2200/min sein maximales Drehmoment von 64 Nm ab. Zur Geräuschdämmung wurde das direkt auf der Kurbelwelle sitzende Radialgebläse mit einem Plastgehäuse versehen, und die Zylinder hatten eine filz-gefütterte Ummantelung.
1968/69 wurde mit dem Motor des DAF 44 auch das Nutzfahrzeug DAF Pony ausgestattet.
Die Konstruktion des 44 war auch Basis für den ab 1967 gebauten DAF 55 mit Vierzylindermotor von Renault und neuer Vorderradaufhängung. Für kostenbewusste Kunden blieb der 44 aber im Angebot. 
1974 wurde das Modell in DAF 46 umbenannt und mit technischen Änderungen, wie zum Beispiel der De-Dion-Hinterachse des DAF 66, unter Volvo-Ägide noch für zwei Jahre gebaut. Da das maximale Drehmoment des Zweizylindermotors geringer war als das des größeren Renault-Motors im DAF 66, genügte ein Keilriemen zur Kraftübertragung. 
Der DAF 44 war Grundlage des Kalmar-DAF-Postzustellfahrzeugs. 

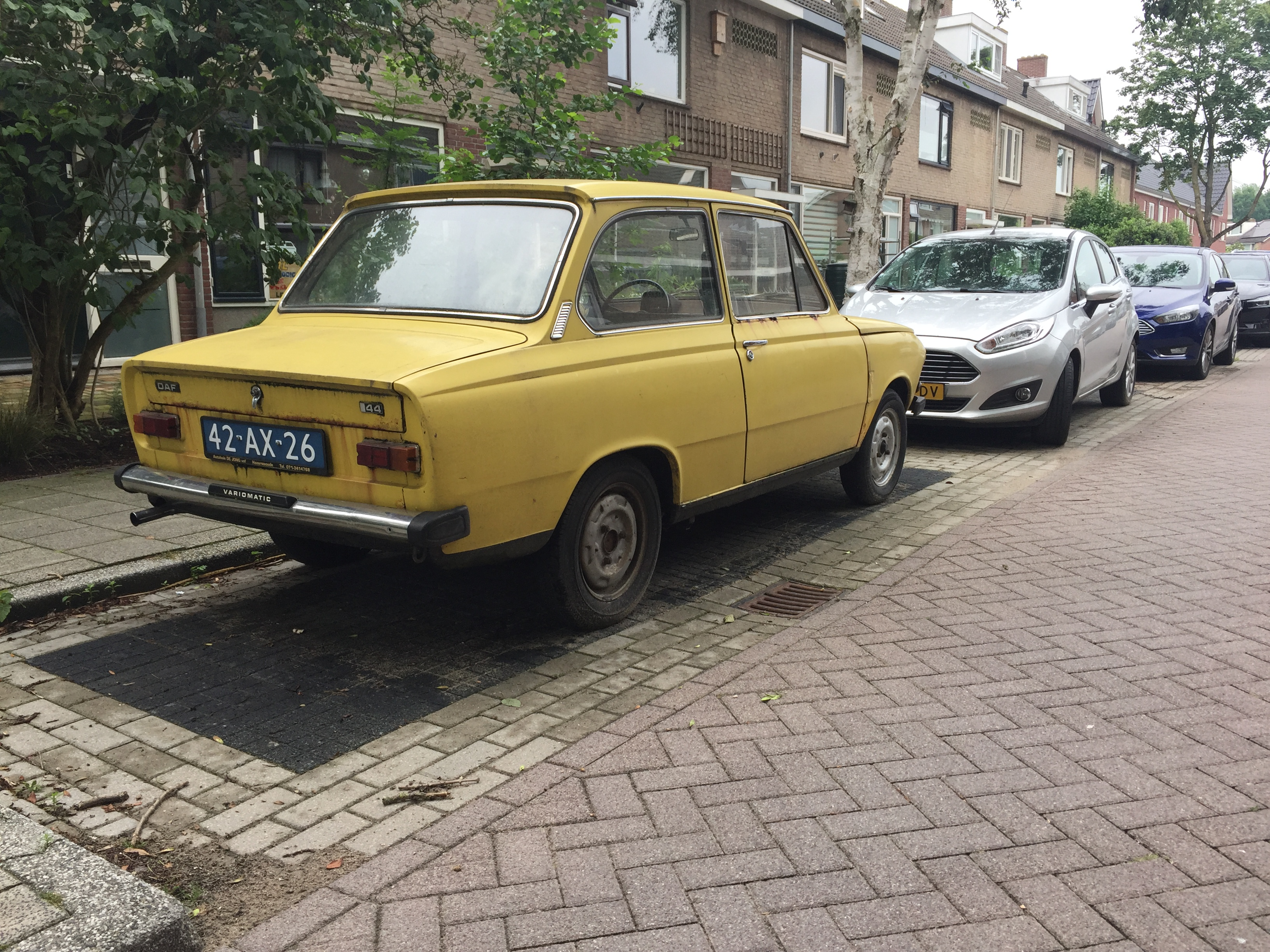
DAF 44 Limousine, Heckansicht
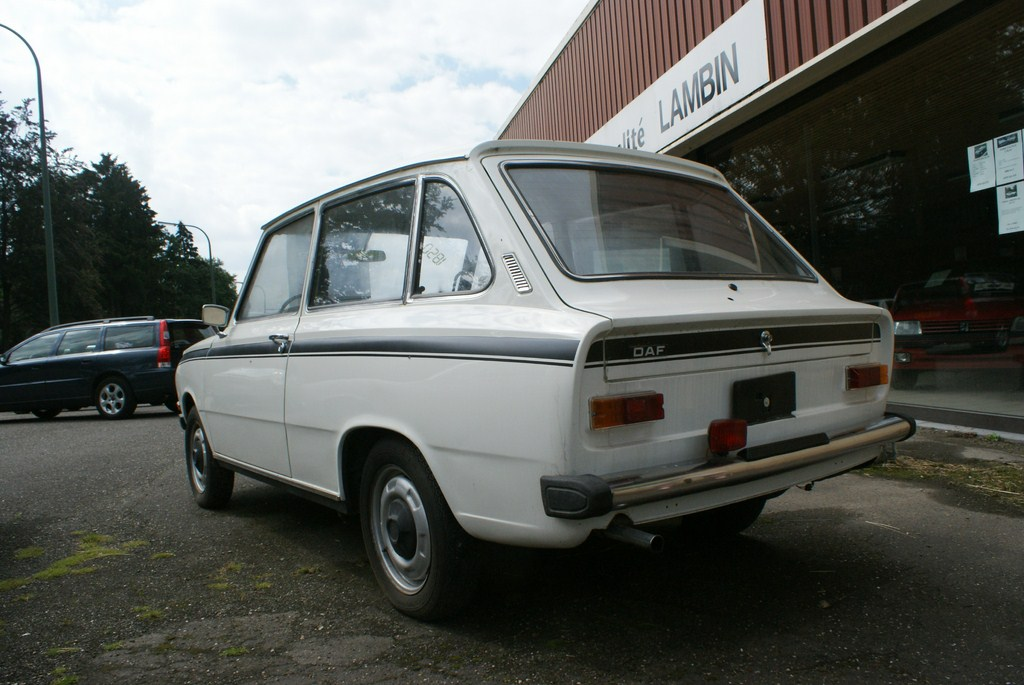
DAF 44 Kombi, Heckansicht
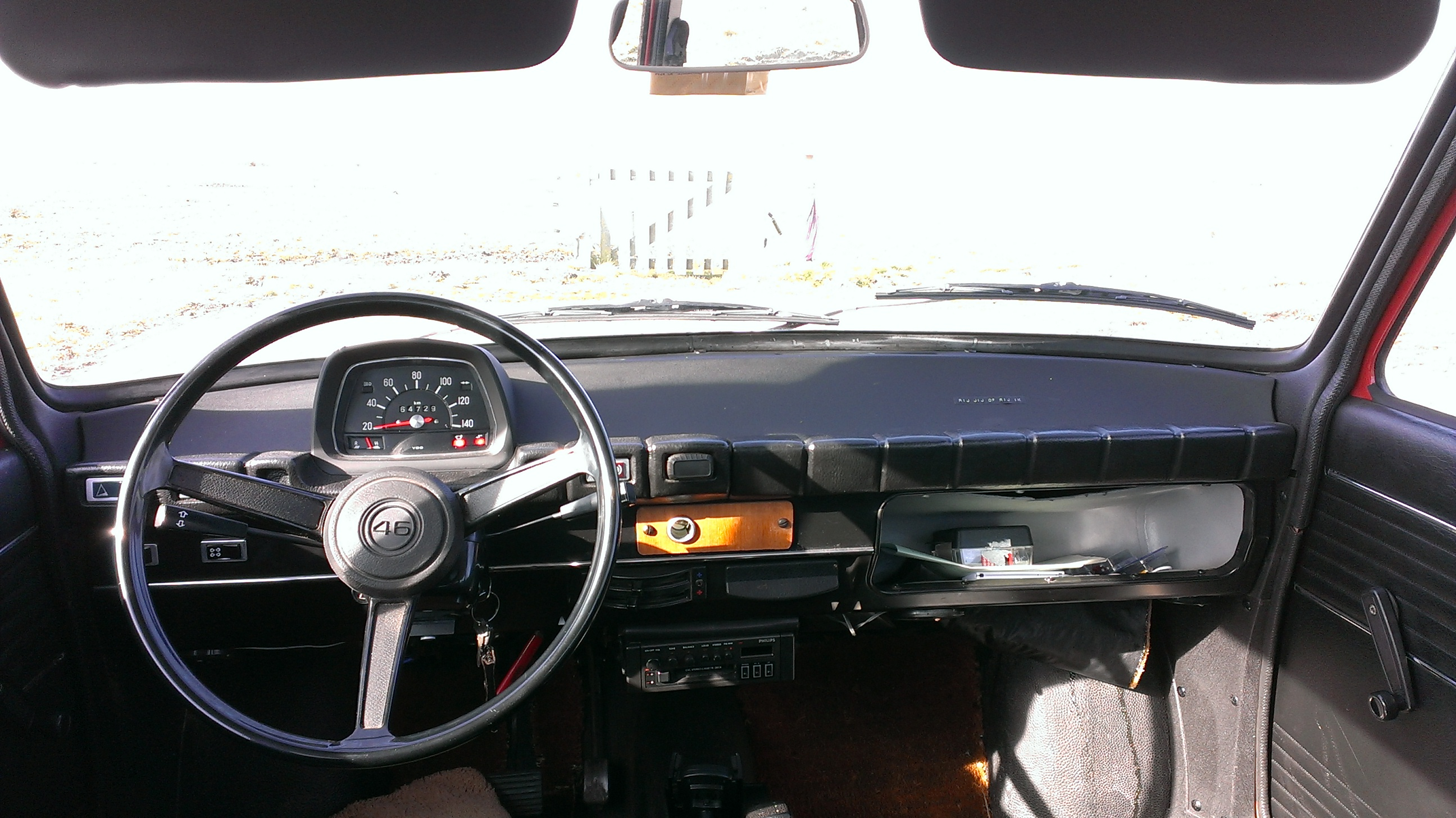
DAF 46 Deluxe, Armaturentafel
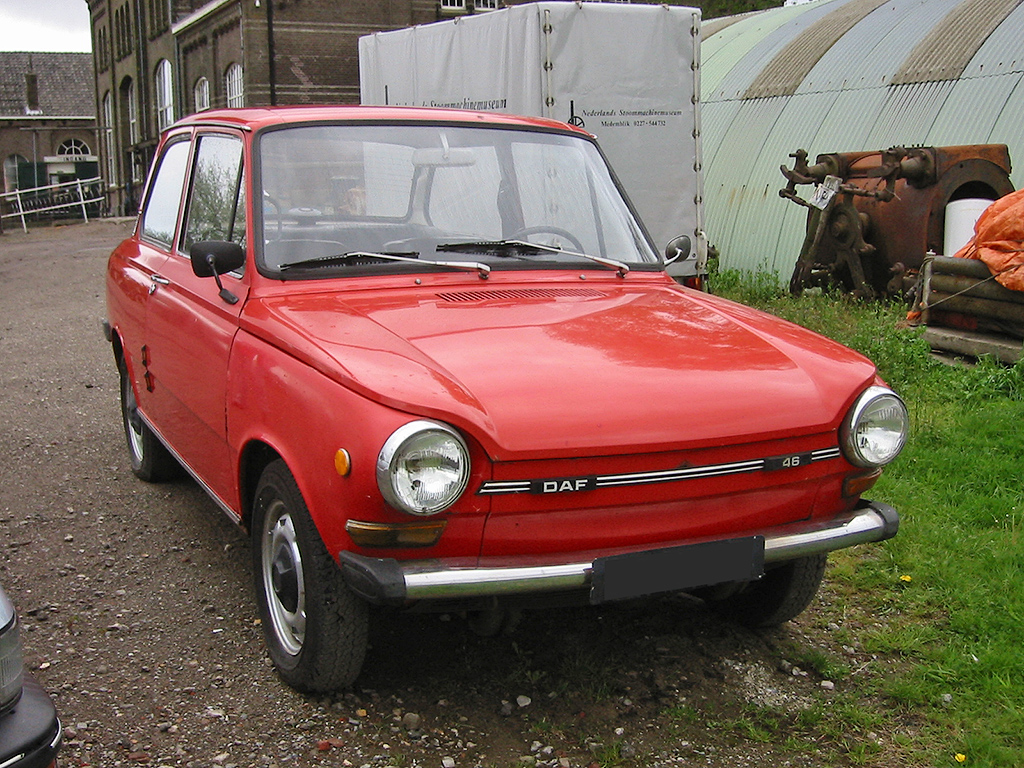
DAF 46 Frontansicht
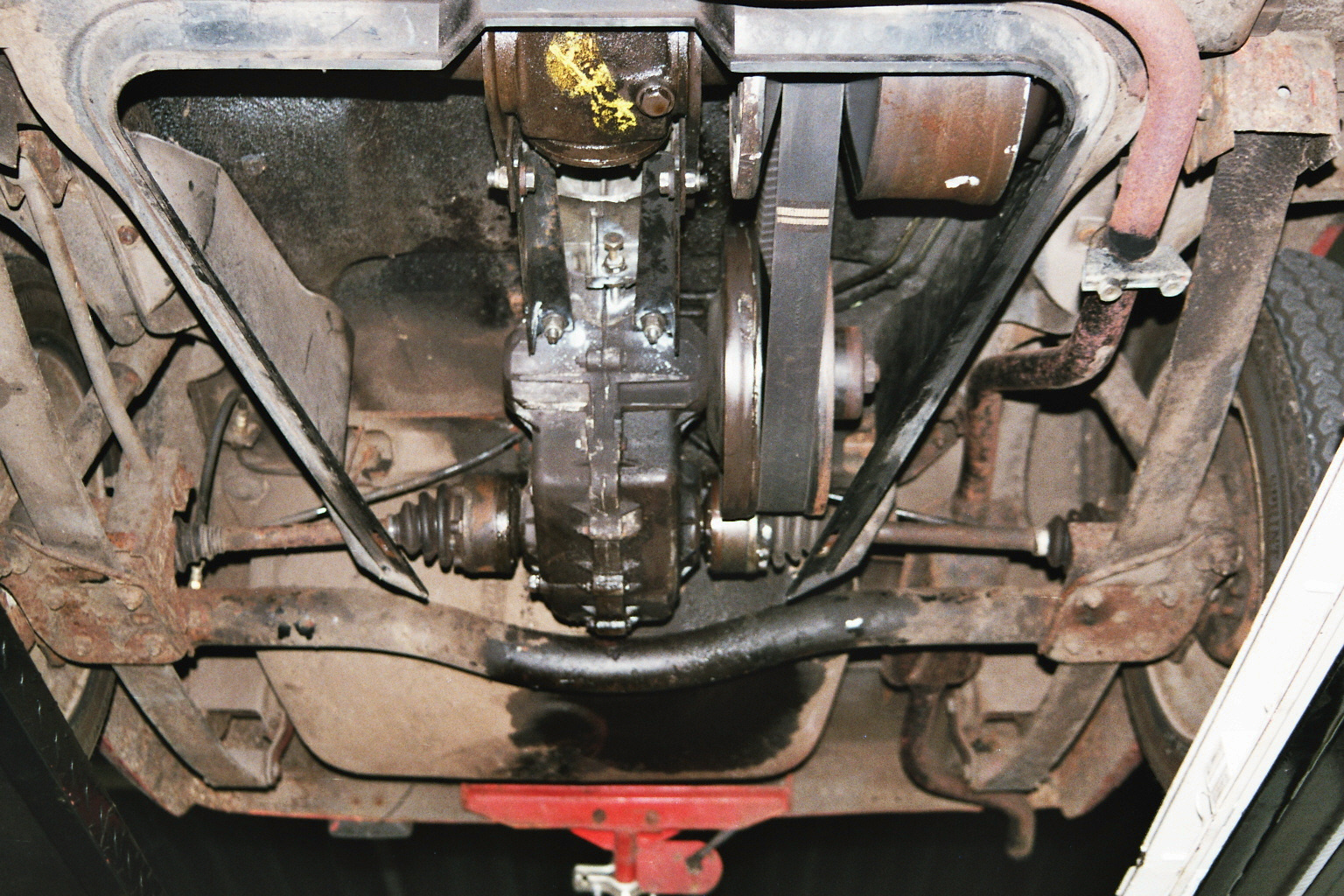
Variomatic mit einem Keilriemen und De-Dion-Achse des DAF 46 von unten gesehen

## Technische Daten
| Kenngrößen                | Modell DAF 44 (Ausführung 1966)                             |
| ------------------------- | ----------------------------------------------------------- |
| Motortyp                  | Zweizylinder-Boxer, Viertakt luftgekühlt                    |
| Hubraum                   | 844 cm³                                                     |
| Bohrung × Hub             | 85,5 mm × 73,5 mm                                           |
| Leistung                  | 34 PS (25 kW) bei 4500/min                                  |
| Maximales Drehmoment      | 6,5 mkp (64 Nm) bei 2200/min                                |
| Verdichtung               | 7,5 : 1                                                     |
| Kupplung                  | automatische Zentrifugalkupplung in Trommelbauweise         |
| Variomatic-Übersetzungen  | 15,44 : 1 / 3,87 : 1                                        |
| Vorderradbremsen          | hydraulisch betätigte Trommelbremsen                        |
| Hinterradbremsen          | hydraulisch betätigte Trommelbremsen                        |
| Aufhängung vorn           | Dämpferbeine, radführende Querblattfeder Zahnstangenlenkung |
| Aufhängung hinten         | Pendel-Halbachsen mit Schraubenfedern                       |
| Karosserie                | selbsttragend                                               |
| Radstand                  | 2250 mm                                                     |
| Länge × Breite × Höhe     | 3850 mm × 1540 mm × 1380 mm                                 |
| Leergewicht               | 726 kg                                                      |
| Zulässiges Gesamtgewicht  |                                                             |
| Elektroanlage             | 6 V                                                         |
| Reifen                    | 135 SR 14                                                   |
| Tank                      |                                                             |
| Höchstgeschwindigkeit:    | 123 km/h                                                    |
| Beschleunigung 0–100 km/h |                                                             |